# Synagoge (Ząbkowice Śląskie)
Koordinaten: 50° 35′ 15,4″ N, 16° 48′ 41,9″ O

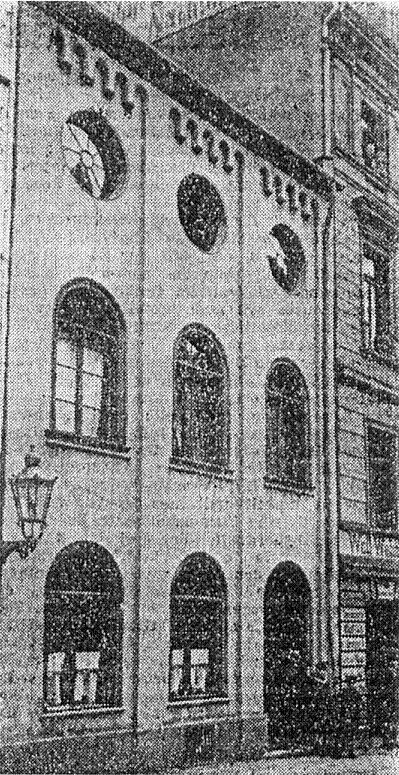
Synagoge in Ząbkowice Śląskie

Die Synagoge im schlesischen Ząbkowice Śląskie (dt. Frankenstein) war ein jüdisches Gotteshaus in der Niederstraße 9 (heute ul. Dolnośląska 18).

## Geschichte
Die Synagoge wurde 1858 bis 1860 errichtet. Die Synagoge entstand im Stil der „Neugotik“ Am 20. September 1860 weihte der Breslauer Rabbiner Abraham Geiger die Synagoge ein.
Die Synagoge wurde beim Novemberpogrom 1938 zerstört.